# Гигантска лигња
Гигантска лигња (енгл. Giant squid) је дубоко-океанска врста лигње из породице Architeuthidae. Може да нарасте до огромне величине. Максимална величина је 13 метара за мужјака, а за женке 10 метара. Примерци већи од 20 m нису научно документовани.
У почетку се мислило да постоји неколико врста гигантских лигњи, али недавна генетска истраживања показала су да постоји само једна врста. 2004. су јапански истраживачи направили прве фотографије гигантске лигње у свом природном станишту.